# Buzan Khan
Buzan Khan, noto anche come Buzun Khan (... – 1336), è stato un condottiero mongolo, khan del Khanato Chagatai dal 1334 al 1335.

## Biografia
Lontano discendente di Gengis Khan, Buzan era figlio di Duwa Temür, khan del Khanato Chagatai dal 1329 al 1330.
Dopo la caduta di suo zio Tarmashirin, Buzan fu proclamato khan di Chagatai attraverso un kuriltai. Sebbene le fonti lo descrivano come un musulmano, questo fu assai poco probabile e in ogni caso parve difendere le tradizioni mongole e la legge tradizionale dello yasa. Dopo solamente alcuni mesi al trono, venne deposto a tradimento dal cugino Changshi Khan.